# Професионална гимназия по селско стопанство „Свети Климент Охридски“, Кюстендил
Професионалната гимназия по селско стопанство „Свети Климент Охридски“ e средно училище в Кюстендил, основано през 1897 година. Училището е с държавно финансиране. Намира се на бул. „Цар Освободител“ № 253.

## История
През 1892 г. в Кюстендил се открива овощен разсадник на площ 116 дка, на мястото на бивши турски казарми. На 10 октомври 1895 г. за управител на разсадника е назначен чешкият агроном Йозеф Карл Вашичек на 10.X.1895 г.
През 1897 г. с указ на княз Фердинанд в Кюстендил се открива Низше практическо овощаро-лозарско училище за подготовка на овощари, с двугодишен курс на обучение. Първият директор на училището е Йозеф Вашичек, на който пост остава до 1908 г.
През 1907 г. е изградено модерно плодохранилище; после казан за варене на ракия, винарска изба. В началото на ХХ в. персоналът на училището е: директор, 3-ма учители по теория, 1 – по практика, 1 – касиер-счетоводител и 7 други работници. По време на ръководството на Вашичек е поставено началото на красивия парк, както и розариум с около 500 сорта рози, произвежда се и посадъчен материал за паркове. През 1908 г. Вашичек е назначен за управител на държавния овощен разсадник до София.
От 1909 г. за директор на училището е назначен Петко Бубов. Учебната програма се запазва, изучава се овощарство, лозарство, винарство, пчеларство, бубарство, кошничарство, земеделие. Всяка година се приемат ученици – около 25 ученика, които са на пълен и безплатен пансион. Увеличава се обработваемата земя на училището – 60 дка лозе, 125 овощни градини, 125 дка овощен разсадник. Недостигащата обработваема земя се наема от частни стопани от Кюстендил, Слокощица, Ябълково.
През 1920 г. училището прераства в Средно лозаро-винарско училище. През учебната 1926/27 г. училището е закрито и слято с лозаро-винарското училище в Плевен. От 1928 г. отново е открито като Практическо овощарско училище.
През 1941 г. към държавното мъжко Практическо овощарско училище е открит и Държавен мъжки земеделски учителски институт „Свети Климент Охридски“ с двугодишен курс на обучение. През 1943 г. двата курса – първият двугодишен и вторият – едногодишен на учителския институт завършват едновременно, и институтът се закрива.
През 1943 г. Практическото училище става Девическа земеделска домакинска гимназия „Климент Охридски“, с директор Георги Аракчиев. Той вече е показал реформаторски опит в образованието в Кочериново, където през 1938 г.превръща Допълнителното смесено земеделско училище в Практическо девическо земеделско училище-Кочериново с 2-годишен курс и с право отличните ученички да могат да постъпват в средните земеделски училища, а след това и да продължат във висши учебни заведения.
В коридорите на земеделското училище в Кюстендил в специални стъклени витрини постоянна изложба показва народни носии от цяла България, а ученички и академички получават разрешение да си направят снимки за спомен, облечени в тези народни носии. От 1943 г. до 1948 г. възпитател в земеделското училище в Кюстендил е Вера Германова (Попова).
От 1946 до 1948 г. като директор на Земеделското училище в Кюстендил Георги Аракчиев открива висш Държавен земеделски домакински институт, с прием над средно образование и двугодишен курс на обучение, като става директор на гимназията и ректор на института. През 1949 г. Георги Аракчиев е арестуван и пратен в Белене. Висшият земеделски домакински институт е закрит и преместен в гр. Пловдив, където се създава Висш институт по хранителна и вкусова промишленост.
През 1948 г. училището става Държавна земеделска гимназия с четиригодишен курс на обучение за подготовка на специалисти за ТКЗС и ДЗС.
От 1952 г. гимназията става Селскостопански техникум „Иван Мичурин“, с прием над VІІ клас и четиригодишен курс на обучение.
От 1965 г. към техникума се открива Практическо селскостопанско училище по овощарство над VІІ клас, което скоро се закрива. От 1953 г. до 1959 г. в училището се обучават ученици от Северна Корея и Виетнам. През 1978 г. е построено общежитие за 300 ученици.
След 1989 г. е възстановено старото име на училището – „Свети Климент Охридски“. След 1998 г. училището е преобразувано в Професионална гимназия по селско стопанство „Свети Климент Охридски“

## Материална база
Училището разполага със собствена триетажна сграда с 12 класни стаи, 7 кабинета, физкултурен салон, ученически стол, общежитие, обширно опитно поле, стопански двор и спортни площадки.

## Директори
- Йозеф Вашичек (1897 – 1908)
- Петко Бубов (1909 – 1923)
- Петър Лилов (1928)
- Панайот Василиев (1929 – 1933)
- Илия Казанджиев (1933 – 1935)
- Петко Генов (1935 – 1939)
- Марин Неделчев (1940)
- Любен Димитров (1941)
- Драган Гочев (1941 – 1942)
- Аврам Христов (1942 – 1943)
- Георги Аракчиев (1943 – 1948)
- М. Стоилчев (1948)
- Кирил Янакиев, Павел Стоев (1948 – 1965)
- Стефка Ризова (1965 – 1985)
- Никола Пенев (1985 – 1988)
- Николай Митов (1988 – 1996)
- Антония Гаврилова (1996 – 1998)
- Карамфилка Гъркова (от 1998)[5]

- Георги Аракчиев, директор на Девическата земеделска гимназия, 1943 г. посреща гости от Министерството на земеделието, водени от д-р Иван Бешков, министър на земеделието. Пред директор Аракчиев е учителката Вера Германова (Попова), която на 26.09.2017 г. отпразнува своята 100 годишнина с двете си дъщери и семействата им.
- Директор Георги Аракчиев (в последния ред вдясно) посреща министри в Земеделската гимназия, 1943 – 1944, водени от министър-председателя Добри Божилов. Първата вляво, пред премиера, е възпитателката Вера Германова (Попова), която на 26 септември 2017 г. отпразнува със семейството си своята 100 годишнина
- Практическо обучение в Девическата земеделска домакинска гимназия, с директор Георги Аракчиев, възпитател Вера Германова (Попова)
- Възпитаничка на висшия Държавен земеделски домакински институт, облечена в една от народните носии, които в стъклени витрини са украсявали коридорите на института с ректор Георги Аракчиев
- Вергиния Влахова, ученичка в Девическата земеделска домакинска гимназия, облечена в една от народните носии, които в стъклени витрини са украсявали коридорите на училището с директор Георги Аракчиев